# جلال السفلى (كاهشنغ)
جلال السفلى (بالفارسية: جلال سفلی) هي مستوطنة تقع في إيران في قسم كاهشنغ الريفي. يقدر عدد سكانها بـ 12 نسمة .